# Border Protection, Anti-terrorism and Illegal Immigration Control Act of 2005
Der Border Protection, Anti-terrorism, and Illegal Immigration Control Act of 2005 (HR 4437) war ein Gesetzentwurf des 109. Kongresses der Vereinigten Staaten. Er wurde am 16. Dezember 2005 vom Repräsentantenhaus mit 239 zu 182 Stimmen verabschiedet (wobei 92 % der Republikaner dafür, 82 % der Demokraten dagegen stimmten), aber den Senat nicht passierte. Der Gesetzentwurf war auch als „Sensenbrenner Bill“ bekannt, nach seinem Sponsor im Repräsentantenhaus, dem Republikaner Jim Sensenbrenner aus Wisconsin. Das Gesetz war der Auslöser für die Proteste gegen die US-Einwanderungsreform von 2006 und war das erste Gesetz, das von einem Kongresshaus in der US-amerikanischen Debatte über illegale Einwanderung verabschiedet wurde. Die Entwicklung und die Wirkung des Gesetzentwurfs wurden in The Senate Speaks, Story 11 in How Democracy Works Now: Twelve Stories, einer Dokumentarserie des Filmemacherteams Shari Robertson und Michael Camerini, vorgestellt.

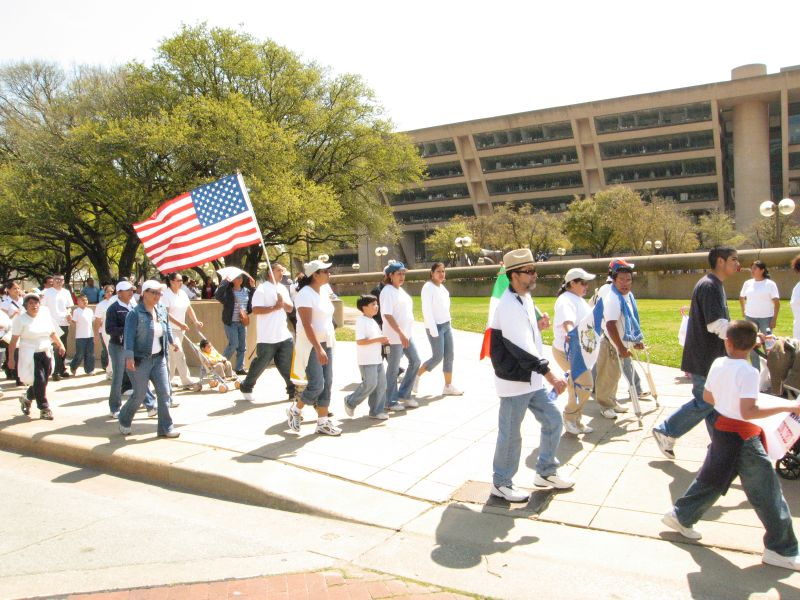
Ein Protestmarsch vor dem Rathaus von Dallas gegen HR4437